# Olena Lukasch

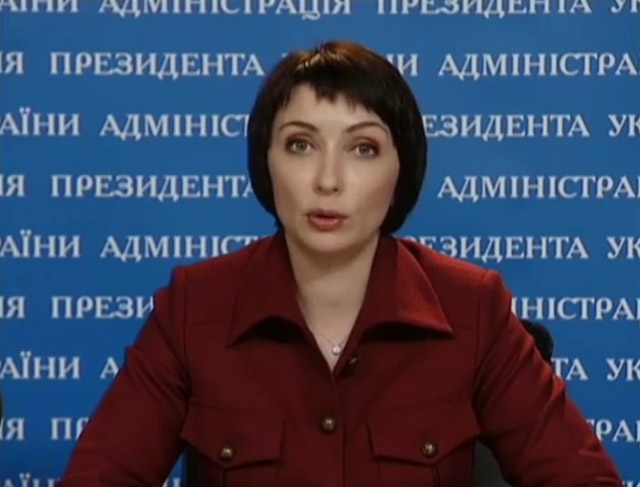
Olena Lukasch (2014)

Olena Leonidiwna Lukasch (ukrainisch Олена Леонідівна Лукаш, * 12. November 1976 in Rîbnița, Moldauische SSR) ist eine ukrainische Juristin und Politikerin. Sie war vom 4. Juli 2013 bis zum 27. Februar 2014 die ukrainische Justizministerin.

## Biografie
Olena Lukasch lebte von 1976 bis 1995 in Sjewjerodonezk. Im Jahr 2000 absolvierte sie an der Akademie für Arbeit und soziale Beziehungen in Kiew ihr Studium der Rechtswissenschaft. Von 2000 bis 2001 arbeitete sie in der Anwaltsfirma „Imenem Zakona“. Im April 2001 erhielt sie ihre amtliche Zulassung als Rechtsanwältin und wurde im September desselben Jahres die Leiterin der Anwaltsfirma. Von 2004 bis 2005 war sie eine Dozentin in der Fachrichtung Zivil- und Strafrecht an der Staatlichen ukrainischen Universität für Finanzen und internationalen Handel in Kiew. Von Juni bis November 2005 arbeitete sie als Rechtsanwältin in der Anwaltsfrima „Libera“. Im Jahr 2006 wurde sie als Mitglied der Partei der Regionen in die Werchowna Rada gewählt, wo sie als Leiterin des Subkomitees der Judikative tätig war. Vom Oktober 2006 bis November 2007 war sie die Leiterin der Rechtsberatung des Sekretariats des Ministerkabinetts der Ukraine. Im November 2007 wurde sie zur Sekretärin des Komitees der Werchowna Rada für Rechtspolitik ernannt. Im März 2010 wurde sie zur Repräsentantin des Präsidenten der Ukraine vor dem ukrainischen Verfassungsgericht ernannt. Am 7. Oktober 2010 erhielt Lukasch per Dekret des Präsidenten Wiktor Janukowytsch den Ehrentitel „Verdiente Juristin der Ukraine“. Im April 2011 übernahm sie den Posten der Beraterin des Präsidenten. Am 4. Juli 2013 ernannte Präsident Janukowytsch Lukasch per Dekret zur Justizministerin der Ukraine im zweiten Kabinett Asarow.

### Euromaidan
Aufgrund der Euromaidan-Proteste entließ Janukowytsch am 28. Januar 2014 den Ministerpräsidenten Mykola Asarow per Dekret. Lukasch und alle anderen Minister waren von da an nur noch als Übergangsminister im Amt. Bei einer Fraktionssitzung einige Tage später kritisierte Lukasch das Krisenmanagement Janukowytschs. Nach den Verhandlungen mit der Opposition hielt sie ihm vor: „Arsenij Jazenjuk und Oleh Tjahnybok sind eigentlich bereit zu verhandeln, aber Klitschko verhält sich aufgrund seiner geistigen Beschränktheit nicht konstruktiv.“ Darauf soll Janukowytsch sie unterbrochen haben und um mehr Objektivität gebeten haben. Nachdem am 27. Februar alle Minister durch die neuen Minister der Übergangsregierung ersetzt wurden, erließ der neue Generalstaatsanwalt der Ukraine am 28. Februar gegen Lukasch und andere ehemalige Beamte der Regierung einen Haftbefehl aufgrund der ihnen vorgeworfenen „Beteiligung an den Massentötungen von Aktivisten in der Innenstadt Kiews vom 18.- bis zum 22. Februar.“
Am 6. März verhängte die EU Sanktionen gegen Lukasch, da sie „in der Ukraine Gegenstand strafrechtlicher Verfolgung zur Untersuchung von Straftaten im Zusammenhang mit der Veruntreuung öffentlicher Gelder der Ukraine und des illegalen Transfers dieser Gelder in das Ausland“ ist.

## Privates
Lukasch ist verheiratet und hat zwei Töchter.